# Josephine Powell
Josephine Powell (New York, 15 mei 1919 – Istanboel, 19 januari 2007) was een Amerikaanse fotograaf, etnograaf en verzamelaar van etnografische objecten en textiel. 
Powell behaalde in 1941 haar bachelor in beeldende kunst aan de Cornell-universiteit en in 1945 haar master sociaal werk aan de Columbia-universiteit. Na haar afstuderen vertrok ze, in dienst van het 'International Refugee and Resettlement Organization for Displaced Persons' (IRRODP), naar Tanganyika in Afrika en daarna naar de Duitse stad München. Na beëindiging van haar contract met IRRODP in 1952 werkte Powell in Italië waar haar carrière als zelfstandig fotograaf begon. In opdracht van de Britse kunsthistoricus David Talbot Rice fotografeerde Powell het Byzantijnse keizerlijke paleis in Istanbul. Talbot Rice had daar van 1952-1954 aan de archeologische opgraving gewerkt waarbij veel mozaïeken werden ontdekt.
Tijdens haar reizen door landen als Afghanistan, India, Iran, Nepal, Rusland en Turkije verzamelde Powell duizenden objecten die inmiddels in de collectie van onder andere het Nederlandse Nationaal Museum van Wereldculturen (locaties: Tropenmuseum en Wereldmuseum) en het Sadberk Hanım Museum in Istanbul worden bewaard. Haar archief bevindt zich in de bibliotheek van de Harvard-universiteit. Powell overleed in 2007 in Istanbul. Ze werd begraven op de Feriköy begraafplaats in deze stad. 